# Botín de guerra
Botín de guerra es una pel·lícula documental argentina dirigida per David Blaustein. Va ser estrenada el 20 d'abril de 2000.

## Sinopsi
El documental relata la lluita i la tasca de les àvies de la Plaza de Mayo per a buscar, trobar i contenir als nens segrestats-detinguts durant la dictadura cívic-militar argentina crida Procés de Reorganització Nacional (1976-1983)
La pel·lícula inclou el tema "Sin cadenas”, de Los Pericos, om a tancament del film interpretat pel Bahiano, Gustavo Cerati, Ciro Pertusi (Attaque 77), Gustavo Cordera (Bersuit Vergarabat) i Pedro Aznar.

## Dades tècniques
- Origen: Argentina
- Durada original: 118 min.
- Director: David Blaustein
- Guió: Luisa Irene Ickowicz i David Blaustein
- Productor: David Blaustein
- Fotografia: Marcelo Iaccarino
- Escenografia:
- Vestuari:
- Música: Jorge Drexler
- Muntatge: Juan Carlos Macías
- So: Daniel Mosquera i Carlos Faruolo
- Recerca: Paula Romero Levit